# 1914 no jornalismo
Nesta página encontrará referências aos acontecimentos directamente relacionados com o jornalismo ocorridos durante o ano de 1914.

## Eventos
- 19 de julho — Início da publicação na Sertã (Portugal) do jornal mensal "A Boa Nova". Foi publicado até agosto de 1915.[1]
- Publicação em Lisboa do jornal panfletário quinzenal "Aqui d'El Rei!". Foi publicado até abril do mesmo ano.[2]
- Publicação da revista "A Cigarra" em São Paulo. Foi publicado até 1975.

## Nascimentos
| Data           | Nome                     | Profissão                                                      | Nacionalidade  | Observações | Ref   |
| -------------- | ------------------------ | -------------------------------------------------------------- | -------------- | ----------- | ----- |
| 30 de janeiro  | Carlos Lacerda           | jornalista e político                                          | Brasil         | m. 1977     |       |
| 4 de março     | Chagas Freitas           | jornalista e político                                          | Brasil         | m. 1991     |       |
| 11 de março    | Álvaro Salema            | jornalista, ensaísta e crítico literário                       | Portugal       | m. 1991     |       |
| 23 de março    | Pompeu de Sousa          | jornalista, professor e político                               | Brasil         | m. 1991     |       |
| 12 de maio     | James Bacon              | jornalista                                                     | Estados Unidos | m. 2010     | [ 3 ] |
| 5 de agosto    | José Cândido de Carvalho | advogado, jornalista e escritor. Membro da ABL                 | Brasil         | m. 1989     |       |
| 14 de dezembro | Odilo Costa Filho        | jornalista, cronistadesambig, novelista e poeta. Membro da ABL | Brasil         | m. 1979     |       |

## Mortes
| Data | Nome | Profissão | Nacionalidade | Observações | Ref |
| ---- | ---- | --------- | ------------- | ----------- | --- |